# 御天縣
御天縣（越南语：／）是越南陳朝、後黎朝、西山朝和阮初的行政區劃單位，主要位於今太平省興河縣。

## 建置沿革
陳朝時設御天縣。明朝永樂五年（1407年），明成祖下令設交阯承宣布政使司，改御天縣為新化縣。後黎朝復國後，復設御天縣。
光顺七年（1466年），黎圣宗划分全国为十三承宣。光順十年（1469年），重劃承宣，御天縣劃歸新興府管轄，隸屬山南承宣。
阮朝嘉隆七年（1808年），阮廷改御天縣為興仁縣。